# Knott megye
Knott megye az Amerikai Egyesült Államokban, azon belül Kentucky államban található. Megyeszékhelye és legnagyobb városa Hindman. Lakosainak száma 14 251 fő (2020. április 1.). Knott megye Magoffin, Floyd, Pike, Letcher, Perry és Breathitt megyékkel határos.

## Népesség
A megye népességének változása:
| Lakosok száma | 16 298 | 16 219 | 16 048 | 15 976 | 15 693 | 14 251 |
|               | 2010   | 2011   | 2012   | 2013   | 2015   | 2020   |